# Seite an Seite (Film)
Seite an Seite (Originaltitel: Stepmom) ist ein US-amerikanischer Spielfilm aus dem Jahr 1998. Er bot den befreundeten Schauspielerinnen Julia Roberts und Susan Sarandon die Möglichkeit der Zusammenarbeit bei einem Filmprojekt. 2010 entstand unter dem Titel We Are Family ein Bollywood-Remake.

## Handlung
Die erfolgreiche Fotografin Isabel Kelly lebt mit dem kürzlich geschiedenen Anwalt Luke Harrison, Vater zweier Kinder, zusammen und muss erst in ihre Rolle als "Stiefmutter" hineinwachsen. Lukes Kinder, Anna und ihr kleiner Bruder Ben, machen ihr dies allerdings nicht leicht und auch Jackie, Lukes Ex-Frau und Mutter der beiden, empfindet Isabel als oberflächliche und wenig fürsorgliche Karrieristin, weshalb es zu Konflikten kommt.
Nachdem Isabel Ben während eines Fotoshootings in einem New Yorker Park aus den Augen lässt und dieser von der Polizei aufgefunden wird, eskaliert die Situation und Jackie erwägt die Erwirkung eines Gerichtsbeschlusses, der Isabel den Umgang mit den Kindern verbieten würde. 
Als Jackie erfährt, dass ihre (geheimgehaltene) Krebskrankheit weiter fortgeschritten ist, will sie Luke bei einem Restaurantbesuch – auf Anraten ihrer Ärztin – davon erzählen. Luke überrascht jedoch mit der Neuigkeit, dass er Isabel heiraten möchte; perplex hält Jackie ihre Krankheit weiterhin geheim und beginnt im Verborgenen eine Chemotherapie. 
Obwohl Ben und Anna von Lukes Heiratsantrag an Isabel zunächst nicht begeistert sind, gelingt es Isabel sich Schritt für Schritt bei beiden Kindern beliebter zu machen.
Als sich Jackie aufgrund der Nebeneffekte der Chemotherapie eines Nachmittags nicht in der Lage fühlt, Ben von einer Geburtstagsparty abzuholen, bittet sie Isabel um Hilfe. Glücklich ob dieses Vertrauens macht sich Isabel gleich auf den Weg, verliert aber unglücklicherweise die Adresse von Bens Freund. Verzweifelt ruft sie bei Jackies Arbeitsplatz an, da Jackie ihr von einem beruflichen Termin, der sie aufhält, erzählt hat, und erfährt, dass Jackie jene Stelle, die sie einst aufgegeben hat, nicht wieder angetreten hat. Glücklicherweise findet Isabel Ben und bringt ihn zu seiner Mutter; dort sieht sie ein auf Jackie ausgestelltes Flugticket nach Los Angeles und spekuliert, dass Jackie mit den Kindern nach Kalifornien umziehen möchte. Sie konfrontiert Jackie damit, die ihr schließlich – nachdem sie merkt, dass es Isabel nur um Luke und das Verhältnis zu seinen Kindern geht – offenbart, dass sie an Krebs leidet und sich in Los Angeles einer Behandlung unterziehen muss. In der deutschen Synchronfassung des Films fangen die beiden Frauen in diesem Moment an, sich zu duzen.
Jackie und Luke erzählen den Kindern von Jackies Krankheit. Nach dem anfänglichen Schock schafft es die Familie sich darauf einzustellen und auch die Beziehung zwischen Jackie und Isabel verbessert sich. Isabel vernachlässigt sogar ihre Arbeit, wenn die Kinder sie brauchen. 
Als Anna von ihrem Freund sitzengelassen und gedemütigt wird, engagiert Isabel ein männliches Model, das den neuen Freund Annas spielt, um ihren Ex-Freund eifersüchtig zu machen. Damit ist Jackie allerdings nicht einverstanden und es kommt zum Streit, welche der Frauen als Vorbild für Anna besser geeignet ist.
Jackies Behandlung bringt keine Verbesserungen. Ihre Ärztin schlägt andere Therapien in Paris oder in der Schweiz vor, Jackie will aber in der Nähe der Familie bleiben. 
Jackie und Isabel treffen sich zum Essen um über die Zukunft der Familie zu sprechen. Jackie gesteht Isabel, dass auch sie Ben einst verloren hat. Beide Frauen sprechen sich gegenseitig ihre Bewunderung aus.
Am Weihnachtstag verleben die Kinder emotionale Bescherungen mit ihrer nun todkranken Mutter. Isabel macht – als professionelle Fotografin – einige Fotos der Kinder mit ihren Eltern bis Jackie sie auffordert, nun mit Selbstauslöser ein Foto von der "ganzen Familie" zu machen. Isabel nimmt neben Jackie Platz, diese legt den Arm um ihre Schulter, Isabel ergreift ihre Hand. Mit diesem Bild endet der Film.

## Kritiken
Robert Horton beschimpfte den Film auf film.com als „Pudding“, Edward Johnson-Ott bezeichnete den Film in Nuovo Newsweekly als „peinlich“ und Jim Lane meinte in Sacramento News & Review, es würde sich um den „unverschämtesten“ Fall des „emotionalen Spams“ handeln, der jemals in einem Film zu sehen war.
James Berardinelli kritisierte den Film auf ReelViews als „Mischmasch“ der Klischees und eines Melodrams mit peinlichen Dialogen. Er lobte die Darstellungen von Julia Roberts, Susan Sarandon und Ed Harris, bemitleidete sie jedoch dafür, dass sie die Dialogtexte „rezitieren“ mussten. Berardinelli bemerkte, dass der Regisseur Chris Columbus zwar großartige Komödien wie Mrs. Doubtfire – Das stachelige Kindermädchen schaffen könne, aber mit den Filmdramen überfordert sei.

„Psychologisch feinfühlige Schilderung eines Familienkonflikts, der durch seine ökonomische Einbettung in einer finanziell sorgenfreien Umgebung aber beträchtlich an Glaubwürdigkeit verliert und außerdem einer widersprüchlichen konservativen Ideologie anhängt.“

„Der erste Anwärter auf den schlechtesten Film des Jahres: die reaktionäre, unglaubwürdige und völlig hanebüchen erzählte Geschichte von der jungen Erfolgsfrau, die lernen muss, eine gute Hausfrau und Mutter zu werden, nachdem die Ex-Frau ihres Lebensgefährten an Krebs erkrankt. Natürlich hängt sie den Job gerne an den Nagel, um ihrem Mann in dieses Neverland zu folgen, in dem alle in tollen Häusern leben und die einzige Gefahr darin besteht, sein Kind im Supermarkt zu verlieren. Scheußlich, trotz (oder besser: wegen) Susan Sarandon und Julia Roberts.“

## Filmmusik
Die Filmmusik schrieb der amerikanische Komponist John Williams. Weil Columbus sehr beeindruckt vom Soundtrack zu Home Alone (Kevin Allein Zu Haus) war, entschied er sich, erneut Williams für den Score zu besetzen. Herausgekommen ist eine sehr ruhige und nachdenkliche Filmmusik, die mit Gitarre, Streichern und Flöten erzeugt wurde. Die Gitarrensoli wurden von Christopher Parkening gespielt. Außerdem spielt auch das Lied Ain't No Mountain High Enough von Marvin Gaye und Tammi Terrell eine wichtige Rolle.

## Auszeichnungen
Susan Sarandon wurde für ihre Rolle für die Filmpreise Golden Globe Award und Golden Satellite Award nominiert; sie gewann den San Diego Film Critics Society Award. Julia Roberts gewann den Blockbuster Entertainment Award; für den Kids' Choice Award wurde sie nominiert.

## Hintergründe
Der Film wurde in New York City sowie in verschiedenen Orten in den Bundesstaaten New York und New Jersey gedreht. Seine Produktionskosten betrugen schätzungsweise 50 Millionen US-Dollar. Der Film spielte weltweit in den Kinos zirka 159,7 Millionen US-Dollar ein, darunter zirka 91 Millionen US-Dollar in den Kinos der USA.

## Trivia
- Im Film sind die von Julia Roberts und Susan Sarandon gespielten Charaktere Isabel und Jackie oft miteinander in Streitereien verwickelt. In Wirklichkeit sind Roberts und Sarandon enge Freundinnen und suchten gemeinsam nach einem Projekt, bei dem es sich lohnte, zusammenzuarbeiten. Sie entschieden sich schließlich für dieses Projekt.
- Seite an Seite ist nach Mrs. Doubtfire – Das stachelige Kindermädchen der zweite Film von Chris Columbus, der sich mit dem Thema Scheidung befasst.
- Der Film sollte ursprünglich von TriStar Pictures veröffentlicht werden (ein erster Kinotrailer zeigte das TriStar-Logo), der Film wurde jedoch vor der Veröffentlichung an Columbia Pictures abgegeben, da Sony Pictures mittlerweile TriStar mit Columbia fusioniert hatte.
- Dies ist der erste von zwei Filmen, in denen Julia Roberts eine professionelle Fotografin spielt, eine Rolle, die sie 2004 im Film Hautnah wiederholte.
- Susan Sarandons Tochter Eva Amurri hat einen kurzen Auftritt in der Szene, in der das Thanksgiving-Stück aufgeführt wird. Jena Malone, die in diesem Film Sarandons Filmtochter darstellt, spielte 2004 gemeinsam mit Amurri in der Filmkomödie Saved! – Die Highschool-Missionarinnen.
- Das Lied, das Isabel Ben im Krankenhaus vorsingt, heißt If I Needed You, ursprünglich 1972 von Townes Van Zandt geschrieben und gesungen. 1998 nahm Lyle Lovett, mit dem Julia Roberts zwischen 1993 und 1995 verheiratet war, eine Coverversion dieses Songs für sein Album Step Inside this House auf.
- Als Jackie herausfindet, dass sich Anna mit dem Lippenstift von Isabel geschminkt hat, sagt sie ihr, dass man diese Farbe nachmittags selten und nur bei „Flittchen“ sieht. Julia Roberts spielte 1990 in Pretty Woman eine Prostituierte.
- Jena Malone spielte 2001 in dem Filmdrama Das Haus am Meer mit, in dem es ebenfalls um einen an Krebs erkrankten Elternteil eines geschiedenen Paares geht.
- Im Film verblüfft Ben sein Umfeld immer wieder mit Zaubertricks, die Bens Darsteller Liam Aiken auch in Wirklichkeit beherrscht. Damit imponierte er Regisseur Chris Columbus so sehr, dass dieser ihn zunächst für die Rolle des Zauberschülers Harry Potter in dessen geplanter Verfilmung von Harry Potter und der Stein der Weisen in der engeren Auswahl hatte. Kurz nachdem Columbus Aiken die Rolle angeboten hatte, musste er dieses Angebot jedoch wieder zurückziehen, da Harry Potter-Autorin Joanne K. Rowling ihm in der Zwischenzeit mitgeteilt hatte, dass sie für die Besetzung der Filme ausnahmslos auf britische und irische Darstellerinnen und Darsteller bestand, womit Aiken als US-Amerikaner (trotz irischer Herkunft) aus dem Rennen war.
- Anna ist Fan der Rockband Pearl Jam. 2007 spielte Annas Darstellerin Jena Malone eine Rolle im Film Into the Wild, an dessen Soundtrack Pearl Jam-Frontmann Eddie Vedder mitgearbeitet hatte.
- Der Film ist Chris Columbus’ Mutter Irene Columbus gewidmet, die 1997, ein Jahr vor Veröffentlichung des Films, einem Krebsleiden erlag.